# Шреддер (Черепашки-ниндзя)
Шреддер (англ. Shredder), настоящее имя — Ороку Саки (яп. 咲五六) — суперзлодей, персонаж франшизы «Черепашки-ниндзя», созданный Кевином Истменом и Питером Лэрдом. Наряду с Черепашками, Шреддер дебютировал в Teenage Mutant Ninja Turtles #1 (Май, 1984). Он появлялся во всех последующих проектах, выступая в качестве заклятого врага Черепах и Сплинтера.
Ороку Саки — мастер боевых искусств и лидер клана Фут, преступного синдиката, состоящего из преданных ему ниндзя, бандитов и учёных. Предыстория Шреддера отличается в зависимости от комикса / мультсериала / фильма с его участием. Оригинальный Шреддер был злейшим врагом Сплинтера, который поклялся отомстить ему за смерть своего учителя, Хамато Ёси. С этой целью он обучил четырёх Черепашек-мутантов ниндзюцу. Ученики Сплинтера одолели Шреддера, однако наследие Ороку Саки продолжило существовать в лице его соратников, с которыми впоследствии сталкивались Черепахи.
В 2009 году Шреддер занял 39 место в списке «100 величайших злодеев из комиксов по версии IGN».

## Создание и концепция
Внешний вид Шреддера не претерпел особых изменений в большинстве воплощений персонажа. Саки — мускулистый японец, который чаще всего носит японские доспехи, смутно напоминающие броню самураев, иногда с плащом. Доспехи состоят из: покрытых лезвиями металлических бляшек на его плечах, предплечьях, руках (иногда только левой руке, потому что он левша) и голенях. Он носит пурпурную, серую, синюю или красную мантию, которая может являться как простой тканью, так и кольчугой. Главным атрибутом внешности Шреддера является его шлем с украшением в форме трезубца в верхней части головы и металлической маской в стиле ниндзя, которая закрывает его лицо, оставляя видимыми только глаза.
Кевин Истмен смоделировал доспехи Шреддера на основе трапециевидных тёрок для сыра, которые он визуализировал на руках персонажа-антагониста (первоначально злодей носил прозвище «Тёрка» или «Человек-тёрка»). После этого он задался вопросом, «может ли существовать персона с подобным оружием на руках?», на что Питер Лэрд предложил назвать злодея «Шреддером». Несмотря на общепринятый статус Шреддера в качестве главного антагониста франшизы «Черепашки-ниндзя», изначально создатели не собирались возвращаться к нему в последующих выпусках Mirage Comics:

По правде говоря, несмотря на то, что многие фанаты TMNT, которые стали фанатами благодаря первому мультсериалу, считают Шреддера ДЕЙСТВИТЕЛЬНО важным компонентом продолжающегося затянувшегося противостояния с Черепашками, мы с Кевином никогда не считали его таковым. Да, он был значимой частью их истории, и они, вероятно, не появились бы без его участия в их мире (или, точнее, в мире Сплинтера)… но на этом всё. Помимо возвращения Шреддера в сюжетной арке Return to New York (и нескольких выпусках, предшествовавших появлению этой линии), я никогда не использовал его ни в одном из других комиксах о TMNT, над которыми работал.
— Питер Лэрд.

## Биография

### Mirage и Image
В оригинальных комиксах Mirage Comics Ороку Саки был младшим братом Ороку Наги, который был убит Хамато Ёси (владельцем Сплинтера, наставника Черепах) в результате ссоры из-за женщины по имени Тэнг Шэн. По этой причине Ёси эмигрировал с Тэнг Шэн в Соединённые Штаты.
Потеряв старшего брата, Саки присоединился к клану Фут и обучился боевым искусствам. Со временем он стал одним из сильнейших воинов, который быстро поднялся по внутренней иерархии и был выбран руководителем американского филиала Фут. Обосновавшись в Нью-Йорке под именем Шреддер, Саки воспользовался возможностью отомстить за своего брата, убив Ёси и Шэн. Под руководством Саки Фут совершили ряд преступных деяний, в том числе контрабанду наркотиков, торговлю оружием и убийства.
Тринадцать лет спустя Саки был брошен вызов от Черепашек-ниндзя, мутировавших в результате несчастного случая, когда они, будучи обычными домашними черепахами подверглись воздействию радиоактивных веществ. Их обучила любимая домашняя крыса Ёси по имени Сплинтер, которая мутировала при тех же обстоятельствах и поклялась отомстить за смерть хозяина. В течение продолжительной битвы на крыше, в которой Саки одерживал верх, Леонардо удалось вонзить меч в туловище Саки. Черепашки предложили ему совершить сэппуку, однако Шреддер отказался и использовал термитную гранату, в попытке умереть вместе с мутантами. В последний момент Донателло использовал посох бо, чтобы сбросить Шреддера с крыши здания.
Казалось бы воскресший Шреддер вернулся в канун Рождества, окружённый армией пеших ниндзя, которые жестоко избили Леонардо и сожгли квартиру подруги черепах, Эйприл О’Нил, из-за чего те были вынуждены скрываться за пределами города. Год спустя, в сюжетной линии Return to New York Черепахи вернулись в родной город, чтобы свести счёты со Шреддером. Леонардо сразился с Ороку Саки в поединке один на один, обнаружив, что Саки был возвращён к жизни с помощью биочервей, которые поглотили его останки и воссоздали клетки для формирования нового тела. В бою Леонардо обезглавил злодея, окончательно убив его, после чего Черепашки сожгли его тело у реки Гудзон.
Во 2-м томе Tales of the Teenage Mutant Ninja Turtles было показано, что через несколько недель после событий Return to New York у Шреддера случилось ещё одно своего рода воскрешение, когда мистики Фут реактивировали червей. Тем не менее, мистики воскресили не самого Саки, а колонию червей, которая обрела разум, сохранила воспоминания Саки и сочла себя настоящим Шреддером. Затем черви отправились на поиски нового носителя и выбрали тело акулы. После того, как Фут похитил Сплинтера, Черепашки вступили в бой с «Акулой-Шреддером» и победили её, разорвав связь с мистиками, после чего существо осознало, что не является Ороку Саки. Некоторое время спустя, «Акула-Шреддер» похитила приёмную дочь Кейси Джонса, Шэдоу, чтобы заманить Черепах в ловушку. Существо было окончательно побеждено и уничтожено Кейси и Сплинтером.
На протяжении значительной части серии комиксов Image Рафаэль пытался выдать себя за Шреддера, надевая его доспехи. После этого он считался лидером клана Фут. В более поздних выпусках серии загадочная леди Шреддер бросила вызов Рафаэлю. Несмотря на то, что серия была закрыта прежде чем её личность была раскрыта, сценарист Гэри Карлсон подтвердил, что это была Караи. Кроме того, женщина-ниндзя Пимико утверждала, что является дочерью Шреддера.
В 4-м томе Леонардо встретил Ороку Ёси, участника Битвы Нексус, одетого в броню, практически идентичную доспехам Шреддера из второго мультсериала. Его связь с Ороку Саки и Футом неизвестна, поскольку комикс, выходящий два раза в месяц, был окончательно отменён в 2010 году. В #32 его вызвали на встречу с загадочным человеком, который попросил взять с собой и Лео.

### Archie Comics
В серии Archie Comics Шреддер имеет ту же историю происхождения, что и в мультсериале 1987 года, поскольку первые выпуски воспроизводят некоторые эпизоды мультсериала. Позже в комиксах Archie Шреддер отправился в будущее и объединил усилия с Армагоном и Верминатором Икс, чтобы компенсировать навыки и опыт для противостояния с будущими версиями Черепах.
Данная версия персонажа больше соответствует воплощению Шреддера из ранних эпизодов в качестве хитрого и опасного противника, поскольку ему неоднократно удавалось приблизиться к победе над Черепахами и даже помочь Армагону и Верминатору Икс в поимке двух Черепах из будущего. Его окончательная судьба в серии комиксов Archie осталась неизвестной, однако мини-серия из трёх частей, выпущенная после окончания главного онгоинга, указывает на то, что Шреддер оставался главным врагом черепах в течение многих лет, ненадолго вернув Сплинтеру обличье Хамато Ёси, а также отменив мутацию Микеланджело, однако обоим в конце концов удалось вернуться к формам мутантов в конце истории.

### IDW Comics
По версии Teenage Mutant Ninja Turtles, выпущенной IDW Publishing, Ороку Саки жил во времена феодальной Японии и был высокопоставленным членом клана Фут, наряду с Хамато Ёси. В то время как Ёси всё больше отходил от дел в пользу своей семьи, Саки был повышен до лидера клана Фут. Из-за конфликта о методах его руководства, Саки послал ниндзя убить жену Ёси, Тэнг Шэн, а затем и самого Ёси и его сыновей.
С помощью Кицунэ Саки украл регенеративную слизь Утромов, известную как «Железный демон», которая использовалась для сохранения его тела до тех пор, пока его не разбудила его потомок Ороку Караи несколько столетий спустя в современном Нью-Йорке. Во время своего пребывания в стазисе, дух Саки покорил царство загробной жизни, где он узнал, что ему суждено править земным миром и в конечном итоге вернуться в загробный в качестве потерянной души. Зная будущее, он поклялся изменить его, завоевав царство загробной жизни по возвращении.
Шреддер дебютировал в 1 выпуске микро-серии и предстал в доспехах на последней странице выпуска #9. Дэн Дункан разработал дизайн Шреддера при участии Матеуса Сантолуко и Кевина Истмена. Изначально он планировал изобразить «массивного монстра», но в конечном итоге упростил внешний вид и сделал его более похожим на аналог из Mirage Comics.
В рамках подготовки к своей предстоящей битве за власть, Шреддер предложил Сплинтеру присоединиться к его армии, но тот отказался, раскрыв себя как реинкарнацию Хамато Ёси. В ответ Саки раскрыл свою личность и напал на Сплинтера, едва не убив его, однако Черепашкам удалось спасти своего отца. Находясь под впечатлением от способностей Леонардо, он приказал схватить его, а также организовал покушение на Кейси Джонса. Затем Шреддер заставил Кицунэ промыть мозги Леонардо, чтобы тот стал его правой рукой. Когда Черепашки спасли Лео, Шреддер созвал встречу с Крэнгом и предложил союз в обмен на технологии Утромов, однако Крэнг отказался. После непродолжительной битвы обе стороны разошлись, однако Шреддеру удалось украсть достаточно мутагена, чтобы создать собственную армию мутантов.
В выпуске #50 Шреддер сразился со Сплинтером и Черепахами в последней битве, которую проиграл, после чего признал свои ошибки, а также назначил Караи новым главой клана Фут на случай своей смерти. Сплинтер ударил его мечом по затылку, мгновенно убив Шреддера. Впоследствии гробница Шреддера была осквернена ведьмой Кицунэ, которая планировала возродить Ороку Саки, чтобы восстановить порядок в клане Фут, но Сплинтер предвидел это и хранил череп Саки у себя, чтобы помешать её попыткам.
Шреддер появился в мини-серии Shredder in Hell. В ней Шреддер находился в загробной жизни и спустился в подземный мир, пытаясь найти правду о своей душе. Также Шреддер сражался со своей прошлой жизнью в лице Такеси Тасуо и одержал победу благодаря появившемуся Сплинтеру / Хамато Ёси.

## Телевидение

### Мультсериал 1987 года

Шреддер в мультсериале «Черепашки-ниндзя» 1987 года.

Шреддер является главным антагонистом мультсериала 1987 года. С 1-го сезона по первую половину 7-го сезона его озвучил Джеймс Эйвери, Дориан Хэрвуд — в четырёх эпизода 3-го сезона, Джим Каммингс — в нескольких эпизодах 5-го сезона и большей части европейского дубляжа, Таунсенд Коулман — во второй половине 7-го сезона и Уильям Э. Мартин — с 8-го по 10-й сезоны.
В предыстории раскрывается, что Ороку Саки и Хамато Ёси были членами клана Фут в Японии. После того, как Саки обвинил его в покушении на убийство посетившего их додзё сенсея, Ёси был вынужден переехать в Нью-Йорк, где он поселился в канализации с четырьмя домашними черепахами. В последующие годы Саки возглавил клан Фут и создал образ Шреддера. Также он познакомился с инопланетянином по имени Крэнг и использовал имеющиеся в его распоряжении передовые технологии, чтобы заменить ниндзя клана Фут роботами, известными как солдаты Фут. Он тайно переехал в Нью-Йорк, где вышел на след Ёси. В попытках устранить своего врага, Шреддер сбросил мутаген в канализацию. Это привело к превращению Ёси в Сплинтера, и мутации черепашек, которых Сплинтер обучил ниндзюцу. После того, как Черепахи сорвали его операцию в Нью-Йорке, Шреддер стал их злейшим врагом. Он многократно пытался уничтожить их, заручившись поддержкой Бакстера Стокмана и Бибопа и Рокстеди, но каждый раз претерпевал поражение. В 8-м сезоне Черепахи уничтожили двигатели Технодрома, заперев базу и её обитателей в Измерении Икс, тем самым положив конец планам Шреддера. Следующие два сезона он провёл в Измерении Икс, пока с ним не связался Лорд Дрегг. Дреггу удалось перенести Шреддера и Крэнга обратно на Землю, дабы те помогли ему одолеть Черепашек, однако Шреддер не собирается помогать ему, так как считает, что он сам должен расправиться с черепашками, затем они предают друг друга, попытавшись высосать жизненную энергию, после чего Черепашки сорвали их планы и перенесли Шреддера и Крэнга обратно в Измерение Икс.
В полнометражном мультфильме «Черепашки навсегда» 2009 года Шреддера из мультсериала 1987 года озвучил Дэвид Уиллс. По сюжету, он, наряду с другими обитателями Технодрома и Черепашками-ниндзя попал в измерение мультсериала 2003 года. Узнав, что в этом измерении есть другие Черепахи-мутанты, он захотел заручиться поддержкой местного Шреддера, который, как оказалось, был утромом по имени Ч’Релл. Вернувшись из ссылки на ледяном астероиде, Ч’Релл захватил контроль над Технодромом и заточил в тюрьму своего «более комичного и бесполезного двойника». Впоследствии, Шреддер 1987 года участвовал в решающем сражении с Ч’Реллом.

### Аниме 1996 года
В первой серии аниме Teenage Mutant Ninja Turtles: Superman Legend 1996 года Шреддер (озвученный Киёюки Янадой), Бибоп, Рокстеди и Крэнг пытались найти тёмный камень Муты, чтобы пробудить злую демоницу Му, заключённую внутри кристалла. Во второй серии, Шреддер, Бибоп и Рокстеди переместились в Японию, чтобы украсть медальон семи элементов и заполучить силу стражей-зверей. В аниме он носит имя Саваки Ороку.

### Сериал 1997 года
В сериале «Черепашки-ниндзя: Следующая мутация» 1997 года роль Шреддера исполнил Патрик Пон, в то время как Даг Паркер озвучил персонажа. Он руководил кланом Фут и оставался заклятым врагом Черепашек до того момента, как пятая Черепашка по имени Венера Милосская не воспользовалась своими магическими силами, чтобы высвободить личность Ороку Саки из пучин его тёмной личности, именуемой Шреддер. После распада клана Фут он оказался на улице. Позже он был атакован воинами Лорда Дракона, которые намеревались украсть его медальон. Саки был спасён Сплинтером, который отвёл его в логово черепах.

### Мультсериал 2003 года

#### Утром Шреддер
Утром Шреддер, чьё настоящее имя Ч’Релл, является главным антагонистом с 1-го по 3-й сезоны мультсериала «Черепашки-ниндзя» 2003 года, где его озвучил Скотт Рэйоу. Ч’Релл — жестокий межгалактический преступник, развязавший множество конфликтов на различных инопланетных мирах, число жертв которого исчисляется миллионами. За тысячу лет до начала основного сюжета он был пойман Утромами, представителями его расы, которые намеревались судить его на своей родной планете. Тем не менее, Ч’Реллу удалось устроить крушение их космического корабля на планете Земля, в результате чего вместе с другими Утромами он очутился в феодальной Японии. Утромам удалось построить экзоскелеты, по своей структуре напоминающие человеческое тело, в результате чего им удалось ассимилироваться с местным населением. Впоследствии Ч’Релл украл один из образцов, после чего начал действовать под именем Ороку Саки, легендарного воина, существовавшего за множество веков до него, а также взял его псевдоним, Шреддер. Затем он основал клан Фут и при помощи кузнеца создал меч Тэнгу, магический клинок, благодаря которому он покорил Японию и отдал власть клану Токугава. В то же время, Ч’Релл выслеживал своих врагов, Утромов, успешно обнаружив их во второй половине XX-века. Тем не менее, Утромам удалось скрыться, в связи с чем Ч’Релл последовал за ними в Нью-Йорк. Прежде чем покинуть Японию, Шреддер удочерил осиротевшую девочку по имени Караи, которую обучил боевым искусствам и назначил главой японской фракции клана Фут. Переехав в США, он создал репутацию миллиардера и филантропа, в то время как тайно сформировал преступную организацию и нанял на службу доктора Бакстера Стокмана, головореза Хантера Мэйсона по прозвищу «Хан», и банду Пурпурных Драконов, чтобы они помогали ему в преступной деятельности. Шреддер попытался выследить Утромов при помощи их Стража, Хамато Ёси, однако тот не предал доверие своих хозяев, за что поплатился жизнью. Со временем его планы неоднократно срывали четверо мутировавших ниндзя-черепах. После неудачной попытки склонить их на свою сторону, Шреддер объявил их своими врагами № 1 и попытался убить на крышах Нью-Йорка, однако был остановлен Сплинтером, мутировавшей крысой Хамато Ёси. Некоторое время спустя, он, казалось бы, взорвал Черепах и их союзников в антикварном магазине Эйприл О’Нил, однако те пережили нападение и победили Шреддера с помощью меча Тэнгу в его собственном особняке. Ч’Релл не погиб и благодаря Черепашкам обнаружил присутствие Утромов в здании TCRI, однако вновь потерпел поражение, за которым последовало раскрытие его истинной сущности и временная смерть. Благодаря биочервям, тело Ч’Релла было восстановлено. Он попытался заменить мировых лидеров, таких как президент США и премьер-министр Англии при помощи киборгов-двойников и создать армию роботов-футов, но Черепашки сорвали его планы. Затем, по окончании инопланетного вторжения Трицератонов, Ч’Реллу удалось собрать инопланетную технологию и построить космический шатл, на котором он собирался отбыть на свою родную планету и поработить Утромов. Тем не менее, запуск был саботирован Черепашками и их союзниками, в результате чего Ч’Релл наконец предстал перед судом и был приговорён к ссылке на ледяной астероид в наказание за свои злодеяния.
В полнометражном мультфильме «Черепашки навсегда» 2009 года, Шреддер из мультсериала 1987 года перенёс Ч’Релла на Технодром, дабы заручиться его поддержкой, однако тот, вместо этого, захватил Технодром, пленил своего двойника и Крэнга и разработал план по уничтожению Черепашек во всех вселенных. Он перенёсся во вселенную Mirage, намереваясь уничтожить самых первых Черепашек. Тем не менее, он был остановлен благодаря совместным усилиям Черепашек 1987 и 2003 года, а также их союзников и Бибопа и Рокстеди, чья оплошность привела к окончательному уничтожению Ч’Релла.
В 2021 году сайт Comic Book Resources назвал эту версию Шреддера лучшей из всех.

#### Тэнгу-Шреддер
Тэнгу-Шреддер, которого также озвучил Скотт Рэйоу, был главным антагонистом 5-го сезона. Самым первым Шреддером был Демон Тэнгу, который хотел захватить Японию. Император нанял пятёрку сильнейших воинов: Кона Шишо, Джуто Шишо, Чикару Шишо, Хисоми Шишо и Ороку Саки. Тэнгу быстро справился с четырьмя воинами, однако Саки удалось победить его. Прежде чем Саки успел нанести последний удар, демон предложил ему безграничную силу и тот принял предложение, в результате чего Тэнгу вселился в его тело. Ороку Саки покорил Японию, однако его бывшие товарищи Шишо, ставшие известными как Пятеро Драконов, одолели его и отделили от его тела перчатку и шлем, тем самым заточив Ороку Саки на долгие века в саркофаге. Спустя несколько сотен лет он был освобождён своими поданными, Мистиками, которые возродили Шреддера в Нью-Йорке. Сначала он попытался убить Караи, провозгласившей себя новым Шреддером, однако та была спасена Черепашками. Затем Тэнгу-Шреддер превратил город в своё новое царство, но вскоре после этого его победили Черепашки, совместно со своими союзниками и врагами. В решающем сражении Черепашки превратились в драконов, уничтожив шлем и перчатку Шреддера, а сам Ороку Саки был уничтожен духом Хамато Йоси.

#### Кибер-Шреддер
Кибер-Шреддер был главным антагонистом 7-го сезона, вновь озвученный Скоттом Рэйоу. Он являлся виртуальной копией Шреддера-утрома, разработанной на случай его поражения. Кибер-Шреддер слился с телом Вайрел, когда та последовала за Черепашками и Сплинтером из далёкого будущего, после чего предпринял несколько попыток вырваться из киберпространства. Кибер-Шреддер был уничтожен в заключительном эпизоде мультсериала.

#### Караи
Караи переняла мантию Шреддера после поражения её отца в финале 3-го сезона. В 4-м сезоне ей удалось обнаружить логово Черепашек и уничтожить его, после чего она попыталась убить братьев и Сплинтера в отместку за заключение Ч’Релла, однако была побеждена Леонардо. В дальнейшем она стала ключом для победы над Тэнгу-Шреддером, высосав его энергию. По окончании 5-го сезона, Караи отказалась от наследия Шреддера и преступных операций клана Фут.

### Мультсериал 2012 года
В мультсериале 2012 года Шреддера озвучил Кевин Майкл Ричардсон. Ороку Саки был мастером ниндзюцу и другом Хамато Ёси. Однажды оба молодых человека полюбили женщину по имени Тэнг Шэн, которая выбрала Ёси и родила ему дочь. Не в силах смириться с этим Саки сжёг дом Ёси и убил Тэнг Шэн, а также похитил их дочь, дав ей имя Караи и вырастив как свою собственную. Узнав, что Хамато Ёси жив, он переехал в Нью-Йорк, где захватил контроль над Пурпурными драконами. В дальнейшем неоднократно противостоял Черепашкам-ниндзя, ученикам Хамато Ёси. После вторжения Крэнгов в 3-м сезоне стал главарём преступного мира Нью-Йорка. Был сильно искалечен в драке со Сплинтером в 4-м сезоне, впоследствии превратившись в мутанта Супер Шреддера и встретив смерть от руки Леонардо. В 5-м сезоне Шреддер был воскрешён, но вновь потерпел поражение.

### Мультсериал 2018 года
Хун Ли озвучил Шреддера в мультсериале «Эволюция Черепашек-ниндзя» 2018 года. За 500 лет до начала основных событий, «Шреддером» называли безумца, который носил проклятый доспех Курой Юрой, в конечном итоге поглотивший его душу, в результате чего он превратился в демона. Шреддер и клан Фут терроризировали Японию до тех пор, пока его не одолели предки Хамато Ёси, тогда как обломки доспеха были потеряны. Клан Хамато создал свиток, который должен был наставлять потомков, чтобы предотвратить повторение трагедии 500-летней давности. Юный Хамато Ёси не захотел посвятить свою жизнь непонятной для него цели, полагая, что доспехи не могут быть восстановлены, а клана Фут больше нет. Ёси взял себе псевдоним Лу Джитсу и использовал свои навыки ниндзюцу и привлекательную внешность, чтобы стать кинозвездой. Шреддер был воскрешён в финале 1-го сезона, но был побеждён Черепашками в начале второго сезона и отдан Большой мамочке в качестве «ручного зверька». Окончательно уничтожен в финале мультсериала.

## Кино

### Классическая квадрология
В фильме «Черепашки-ниндзя» 1990 года Шреддера сыграл Джеймс Саито. Ороку Саки и Хамато Ёси родились в Японии, где влюбились в девушку по имени Тэнг Шэн, которая сделала выбор в пользу Ёси. Молодые люди переехали в США, после чего Саки последовал за ними в Нью-Йорк и убил обоих. Сплинтер, ручная крыса Ёси, оставил на лице Саки шрам, однако попал под удар его катаны, в результате чего часть его уха оказалась отсечена. Жестокий и беспринципный лидер Саки прозвал себя Шреддером, начал набирать детей с улиц и обучать их искусству боя вместе со своим заместителем Татсу. Однажды Шреддер приказал убить Эйприл О’Нил, узнавшей о его преступной деятельности, но из-за вмешательства Черепашек план проваливается. Шреддеру удалось выяснить местонахождение логова Черепах и похитить Сплинтера. В конечном итоге, Шреддер сошёлся в бою с Черепашками и победил всех четверых. Тем не менее, мастер Сплинтер, освобождённый Дэнни Пеннингтоном и Кейси Джонсом, вмешался в поединок и раскрыл своё происхождение. Шреддер снял маску, обнажив шрамы, которые подтвердили, что он действительно являлся Ороку Саки. Шреддер попытался убить Сплинтера, но тому удалось сбросить его с крыши здания, после чего Саки упал в мусоровоз. Кейси Джонс активировал пресс мусоровоза, предположительно уничтожив Шреддера.
В сиквеле «Черепашки-ниндзя II: Секрет канистры» 1991 года роль Шреддера исполнил Франсуа Шо. В результате попадания под пресс его лицо оказалось сильной обезображено. Он вернулся к своим людям и сосредоточился на мести Черепашкам. Шреддер похитил профессора Джордана Перри и заставил его использовать последнюю канистру с мутагеном, чтобы создать мутантов Токку и Разара. Позже он хитростью заманил к себе всех Черепашек и попытался натравить на них своих приспешников, однако те упустили братьев-ниндзя. Под конец фильма Черепашки бросили вызов Шреддеру и одолели его мутантов, превратив их обратно в нормальных животных. Шреддер пригрозил героям отравить мутагеном невинную женщину, но друг черепашек Кено спас её, а самого Шреддера Черепашки победили мощным акустическим ударом. Несмотря на это, Шреддер принял маленькую ампулу мутагена, превратившись в Супер-Шреддера (в этой форме его сыграл Кевин Нэш, для которого эта роль стала дебютной). Он попытался убить черепашек, разломав деревянные доки, но в итоге погиб сам.
В полнометражном мультфильме «Черепашки-ниндзя» 2007 года Шреддер ненадолго появляется в прологе, в котором рассказывается, что до начала основных событий он был побеждён Черепашками. Кроме того, Сплинтер хранит шлем Ороку Саки на полке с вещами из трёх других предыдущих фильмов. Первоначально, Шреддер должен был вернуться в продолжении мультфильма, однако от него было решено отказаться.

### Дилогия-перезапуск
В фильме-перезапуске «Черепашки-ниндзя» 2014 года роль Шреддера исполнил японско-канадский актёр Тохору Масамуне. По изначальной задумке Шреддера должен был сыграть Уильям Фихтнер, будучи человеком американского происхождения по имени Эрик Сакс. От идеи было решено отказаться в пользу традиционного японского происхождения Шреддера, в результате чего были проведены пересъёмки по итогу которых Сакс оказался одним из последователей Шреддера. Тем не менее, в игре по фильму для Nintendo 3DS Шреддером по-прежнему являлся Эрик Сакс. В отличие от большинства версий происхождения Черепах именно Сакс, а не Шреддер оказал значительное влияние на их становление, будучи одним из создателей мутагена наряду с отцом Эйприл. Шреддер (никогда не упоминаемый под каким-либо другим именем помимо своего прозвища) не имел никакого отношения к Сплинтеру и Черепахам, и, несмотря на наличие шрамов на его лице, никогда не упоминалось, как они были получены.
На самых ранних этапах производства фильма Шреддер был переосмыслен как «полковник Шреддер», военачальник секретного подразделения «Фут», по итогу оказавшимся желтокожим красноглазым инопланетянином со способностью формировать шипы. От этой идеи отказались после того, как в начале 2013 года Эван Догерти был нанят для переписывания сценария.
В фильме Шреддер представлен как лидер клана Фут, который терроризирует Нью-Йорк. После того, как его люди потерпели поражение от рук неизвестного линчевателя, Шреддер приказал своим ниндзя захватить заложников в метро, чтобы выманить таинственного врага. Позже в фильме приёмный сын Шреддера, Эрик Сакс, сообщил своему хозяину, что их планы нарушили четверо черепах-мутантов, некогда являвшихся подопытными проекта «Возрождение», научного эксперимента покойного отца Эйприл О’Нил. Сакс дал Шреддеру боевой костюм, в котором Шреддер напал на логово Черепах, где победил Сплинтера и похитил трёх черепах после того, как Рафаэль был сочтён мёртвым. Сакс высосал кровь Черепах, благодаря чему создал мутаген, чтобы выполнить их со Шреддером план: распылить вирус по всему городу и продать мутаген как лекарство от болезни, чтобы стать ещё богаче. Черепахам удалось освободиться, после чего они вступили в бой со Шреддером. Несмотря на то, что Шреддеру долгое время удавалось доминирующее положение в сражении, Черепашкам и Эйприл удалось сбросить его с крыши здания, однако, несмотря на падение с большой высоты, он выжил.
В картине «Черепашки-ниндзя 2» роль Шреддера исполнил Брайан Ти. В начале фильма клан Фут, возглавляемый учёным по имени Бакстер Стокман, организовал побег Шреддера при помощи телепортирующего устройства, несмотря на вмешательство Черепашек-ниндзя. Тем не менее, в процессе бегства Шреддер очутился в Измерении Икс, где столкнулся с Крэнгом, который дал ему канистру с мутагеном в обмен на обещание найти три компонента устройства, способного открыть портал в Измерение Икс и открыть ему доступ к Земле. Шреддер вернулся в Нью-Йорк и завербовал двух преступников по имени Бибоп и Рокстеди, поручив Стокману использовать мутаген Крэнга, чтобы превратить обоих бандитов в могучих мутантов — бородавочника и носорога. В конечном итоге, Шреддер и Стокман объединили компоненты, создавая портал в измерение Крэнга. Шреддер предал Стокмана, поручив своим людям захватить его, однако, при входе на Технодром, он сам оказался предан Крэнгом, который заморозил его и поместил в коллекцию других побеждённых врагов.

### Другие фильмы
Эндрю Кишино озвучил Шреддера в анимационном кроссовере «Бэтмен против Черепашек-ниндзя» 2019 года. По сюжету, Шреддер объединил усилия с Ра’с аль Гулом и Лигой Убийц, чтобы построить машину, предназначенную для превращения граждан Готэма в сумасшедших мутантов. В обмен на его помощь Рас пообещал предоставить Шреддеру доступ к одной из его ям Лазаря, дарующую емy вечную жизнь. Проникнув в «Wayne Enterprises», он столкнулся с Бэтменом, одолев его в противостоянии один на один. Впоследствии он вновь сразился с Бэтменом, когда Черепахи и Бэт-семья вторглась в «Ace Chemicals», чтобы помешать ему и Расу активировать машину. Несмотря на преимущество в бою, Шреддер растерялся, когда Бэтмен произнёс «Ковабанга» и заручился поддержкой от Рафаэля. После того, как Микеланджело и Донателло уничтожили машину, Шреддер упал в чан с химикатами. В сцене после титров выяснилось, что он выжил и стал походить на Джокера.
Шреддер появляется в сцене после титров мультфильма «Черепашки-ниндзя: Погром мутантов» 2023 года. Синтия Утром, глава ИИКТ, заручается его поддержкой в охоте на Черепашек.

## Видеоигры
- В игре Teenage Mutant Ninja Turtles (NES, 1989) Шреддер является финальным боссом на уровне Технодром. Он отнимает примерно половину здоровья Черепах при успешной атаке, а также обладает оружием, которое в состоянии демутировать их, что приводит к мгновенной смерти. Шреддер носит красный костюм, как в комиксах Mirage.
- В Teenage Mutant Ninja Turtles (Аркада, 1989) Шреддер вновь выступает финальным боссом и находится в конце уровня Технодром. Он вооружён мечом и имеет способность клонировать себя (точное количество клонов на единицу больше, чем количество черепах, атакующих его в аркадной версии). Также Шреддер и его клоны могут стрелять молниями из устройства на шлеме, которые демутируют черепах, что приводит к проигрышу. Когда Шреддер или один из его клонов оказывается на грани смерти, его шлем спадает.
- В Teenage Mutant Ninja Turtles: Fall of the Foot Clan (1990) Шреддер является боссом предпоследнего уровня, действие которого происходит в реке. Это первая игра, в которой Шреддер не может демутировать черепах и не носит статуса финального босса. Его единственная атака — удар мечом, но он может телепортироваться при получении урона.
- В Teenage Mutant Ninja Turtles: The Manhattan Missions (1991) Шреддер сражается с черепахами в своём убежище на Манхэттене, оформленном в японском стиле. Его внешний вид основан на комиксах Mirage.
- В Teenage Mutant Ninja Turtles III: The Manhattan Project (1992) игроку предстоит сразиться со Шреддером и Супер-Шреддером. Первая битва происходит в конце уровня Технодром, который является шестым из восьми уровней игры. В этой битве Шреддер использует меч, чтобы атаковать черепах. Позже Шреддер возвращается в качестве финального босса игры на сцене космического корабля Крэнга. На этот раз он мутирует в Супер Шреддера, как и во втором фильме, выпущенном ранее в том же году (1991). У Супер Шреддера есть две сверхспособности: материализация молнии и огненные шары. Эти огненные шары могут демутировать черепах, но, в отличие от других игр, это не мгновенное убийство.
- Teenage Mutant Ninja Turtles II: Back from the Sewers (1991) является сиквелом Fall of the Foot Clan. В этой игре также есть Шреддер в качестве босса обычного уровня и Крэнг в качестве финального босса. У него нет возможности демутировать черепах, однако он обладает более широким спектром атак, чем в предыдущей игре для Game Boy. В дальнейшем Шреддер возвращается в своей мутировавшей форме Супер Шреддера в качестве босса подуровня последнего уровня Технодрома. Однако в этом воплощении его единственная сверхспособность заключается в возможности телепортироваться в другое место. Он атакует Черепах с помощью меча.
- В Teenage Mutant Ninja Turtles: Turtles in Time (1991) Шреддер вновь является последним боссом игры, которого можно найти на Технодроме. Шреддер атакует мечом и может стрелять энергетическими атаками. В порте игры для SNES Шреддер мутирует в Супер Шреддера, и обладает дополнительными сверхспособностями, такими как сверхскорость, огненные наземные атаки, ледяные воздушные атаки и демутирующий огненный шар, который стоит черепахе жизни. В порте для SNES ранее в игре был добавлен уровень Технодром, который ведёт к битве с обычным Шреддером. В этой битве Шреддер находится в своеобразном боевом танке, вооружённом пулемётом и когтями.
- В Teenage Mutant Ninja Turtles: The Hyperstone Heist (1992) появляется Супер Шреддер, аналогичный версии из Turtles in Time.
- В Teenage Mutant Ninja Turtles III: Radical Rescue (1993), в отличие от предшествующих Fall of the Foot Clan и Back from the Sewers, в этой игре финальным боссом является Шреддер. Тем не менее, на этот раз Шреддер становится Кибер-Шреддером, получеловеком-полумашиной. В этой форме Шреддер обладает смертоносными ударами ногами и может атаковать электрическим шаром, а также выступает единственным боссом в игре с двумя счётчиками жизни, поскольку счётчик мгновенно пополняется после первого истощения.
- Teenage Mutant Ninja Turtles: Tournament Fighters (1993) стала первой игрой, где Шреддер стал обычным игровым персонажем. Ко всему прочему, его костюм основан на версии комиксов Mirage. В версии для SNES он появляется под именем Кибер-Шреддер, но нет никаких намёков на то, что он стал кибернетическим существом, как в Radical Rescue.

После 10-летнего перерыва была начата новая серия игр «TMNT». В играх дизайн Шреддера как правило основывается на его воплощении из мультсериала 2003 года. В играх по мотив мультсериала 2003 года его озвучил Скотт Рэйоу.
- В Teenage Mutant Ninja Turtles (2003) Шреддер появляется на предпоследнем уровне игры. Черепахи сталкиваются с ним на вертолётной площадке, расположенной на вершине его особняка. В бою он использует меч Тэнгу и полагается на непрерывные атаки. Когда половина его шкалы здоровья истощается, его атаки становятся намного быстрее. Также есть секретный финальный босс, представляющий собой Ороку Саки без брони. Его комбо намного быстрее и смертоноснее и ускоряются ещё сильнее на некоторое время.
- Teenage Mutant Ninja Turtles 2: Battle Nexus (2004) начинается незадолго до окончания предыдущей игры. Шреддер сталкивается с Черепахами на втором этапе игры, однако игрок не сражается с ним, наблюдая за его поражением в кат-сцене. Позже Шреддер появляется в здании TCRI, но игрок вновь не сражается с ним напрямую. Основная цель миссии заключается в эвакуации Утромов обратно на их родную планету. В дополнительном сюжете, эксклюзивном для игры, он подробно описывается как серийный убийца Утромов в их родном мире, который оставил шрам на лице Слэшурра, одного из игровых персонажей. Позже он стёр память Слэшурра и нанял его, чтобы убить Черепах. Тем не менее, в конце концов Слашерр вспоминает своё прошлое и вместе с Черепахами сражается со Шреддером и Футами на корабле «Кирияма». Черепахи в конце концов вновь побеждают Шреддера. В режиме боевого турнира Битва Нексус Шреддер появляется как финальный босс турнира «Foot Fight».
- В Teenage Mutant Ninja Turtles: Mutant Melee (2005) Шреддер появляется как игровой персонаж и противник в трёх формах: в стандартной броне, без брони (как Ороку Саки) и в золотых доспехах.
- В Teenage Mutant Ninja Turtles 3: Mutant Nightmare (2005), как и в финале 3-го сезона мультсериала, Черепашки предотвращают побег Шреддера с Земли на его космическом шатле. Сначала они сражаются с Ороку Саки, вооружённым мечом Тэнгу, а затем со Шреддером в экзокостюме. Также в игре появляется Шреддер из альтернативного будущего.
- В TMNT (2007), в консольных версиях игры по фильму 2007 года Шреддер выступает боссом в воспоминаниях. Броня Шреддера в этой игре основана на версии мультсериала 2003 года.
- В TMNT: Smash Up (2009) Шреддер является играбельным персонажем в версиях для PS2 и Wii. Он появляется как в форме Утрома Шреддера, так и в форме Кибер Шреддере[46].
- Teenage Mutant Ninja Turtles: Out of the Shadows (2013) Шреддер появляется как предпоследний и последний босс игры. Он нанимает Бакстера Стокмана, чтобы тот построил для него новый шлем с использованием украденной технологии Крэнга, которая предоставляет ему телекинетические способности, в том числе способность летать. Сначала Черепашки сражаются со Шреддером в его логове. Затем он, облачённый в шлем, разработанный Стокманом, противостоит Черепахам на базе Крэнгов. В конечном итоге он терпит поражение от Черепах, которые разрушают его шлем, после чего клянётся отомстить.
- В Teenage Mutant Ninja Turtles (2014) для Nintendo 3DS, основанной на фильме 2014 года, Шреддер, под маской которого скрывается Эрик Сакс, выступает финальным боссом игры. Тем не менее, после победы над ним выясняется, что Черепахи сражались с иллюзией, созданной Бакстером Стокманом, тогда как настоящий Шреддер скрылся.
- Шреддер — финальный босс Teenage Mutant Ninja Turtles: Mutants in Manhattan (2016).
- В Nickelodeon Kart Racers (2018) Шреддер появляется как неигровой фоновый персонаж, основанный на воплощении 2012 года.
- В Nickelodeon Kart Racers 2: Grand Prix (2020) Шреддер появляется как игровой гонщик, дизайн которого вновь основан на версии 2012 года.
- В Nickelodeon All-Star Brawl (2021) Шреддер является игровым персонажем, основанным на версии из мультсериала 1987 года[47].
- В Teenage Mutant Ninja Turtles: Shredder’s Revenge Шреддер выступил главным антагонистом[48].

## Критика
В 2009 году Шреддер занял 39-е место в списке 100 величайших злодеев комиксов по версии IGN.